# Antara (Limapuluh)
Antara is een bestuurslaag in het regentschap Batu Bara van de provincie Noord-Sumatra, Indonesië. Antara telt 2401 inwoners (volkstelling 2010).